# Polling in Tirol
Polling is een gemeente in het district Innsbruck Land van de Oostenrijkse deelstaat Tirol.
Polling ligt in het Oberinntal tussen Zirl en Telfs, ongeveer twintig kilometer ten westen van Innsbruck. Het gemeentegebied strekt zich uit van de dalvlakte ten zuiden van de Inn over de Pollingberg (860 meter) tot aan het gebied bij de Flaurlinger Joch op 2211 meter hoogte. De gemeente omvat de kernen Polling, Pollingberg, Angersiedlung, Weichsler en Siegfeld.
Het hoofddorp Polling werd in 763 voor het eerst als Pollinga vermeld. Het dorp is vermoedelijk gesticht door Bajuwaren die over de Seefelder Sattel waren getrokken en zich vestigden op meerdere puinhellingen van beekjes die in het Inndal uitmonden. Het dorp, dat zich hoofdzakelijk richtte op de agrarische sector, verkreeg ook belangrijke inkomsten uit het transport dankzij zijn ligging aan de oude zoutstraat naar Hall in Tirol. Tegenwoordig is Polling een forensengemeente en werkt de meerderheid van de bevolking in de directe omgeving van Innsbruck.
Polling is bereikbaar over de Inntal Autobahn met de uitritten Telfs-Ost in het westen en Zirl-West in het oosten. Ook is het dorp via het station Flaurling aan de Arlbergspoorlijn bereikbaar.
Absam · Aldrans · Ampass · Axams · Baumkirchen · Birgitz · Ellbögen · Flaurling · Fritzens · Fulpmes · Gnadenwald · Götzens · Gries am Brenner · Gries im Sellrain · Grinzens · Gschnitz · Hall in Tirol · Hatting · Inzing · Kematen in Tirol · Kolsass · Kolsassberg · Lans · Leutasch · Matrei am Brenner · Mieders · Mils · Mutters · Natters · Navis · Neustift im Stubaital · Oberhofen im Inntal · Obernberg am Brenner · Oberperfuss · Patsch · Pettnau · Pfaffenhofen · Polling in Tirol · Ranggen · Reith bei Seefeld · Rinn · Rum · St. Sigmund im Sellrain · Scharnitz · Schmirn · Schönberg im Stubaital · Seefeld in Tirol · Sellrain · Sistrans · Steinach am Brenner · Telfes im Stubai · Telfs · Thaur · Trins · Tulfes · Unterperfuss · Vals · Völs · Volders · Wattenberg · Wattens · Wildermieming · Zirl
- Gemeinsame Normdatei: 7672245-4
- Virtual International Authority File: 243908270